# Gadir Guseinov

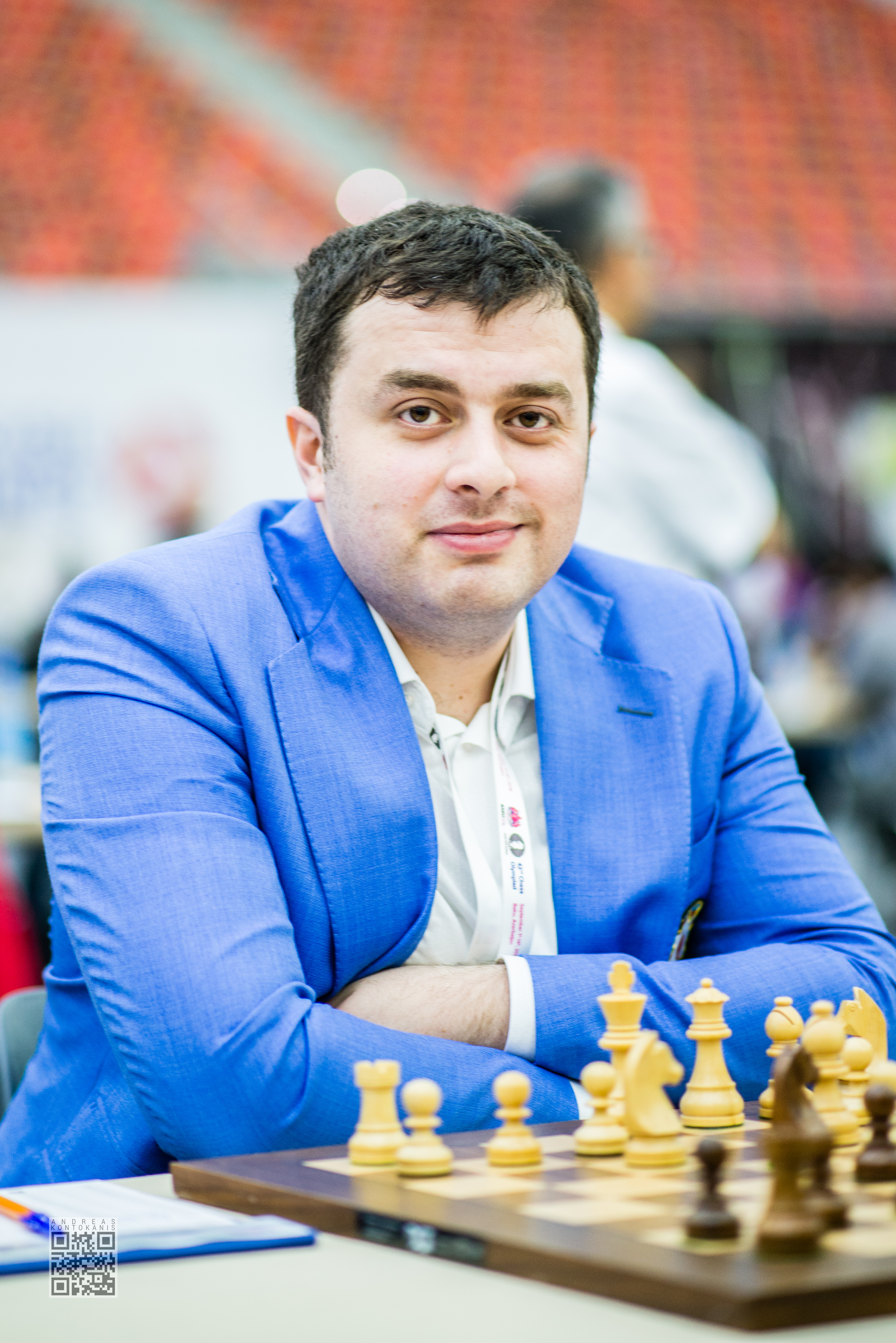
Guseinov in 2016

Gadir Guseinov (Azerbeidzjaans: Qədir Hüseynov) (Moskou, 21 mei 1986) is een Azerbeidzjaanse schaker. Sinds 2002 is hij een grootmeester (GM). Per augustus 2021 is hij nummer 3 in Azerbeidzjan en nummer 72 van de wereld.

## Jeugdjaren
Hij werd geboren in Moskou, groeide op in Sint-Petersburg en had als schaaktrainer Shahin Hajiev. In 1991 verhuisde de familie naar Gəncə in Azerbeidzjan. Van 1994 tot 1998 woonde de familie weer in Moskou en nam Guseinov deel aan de Russische nationale jeugdkampioenschappen. In 1998 verhuisde de familie naar Bakoe.

## Schaakcarrière
In 1994 won hij op 8-jarige leeftijd het Europees kampioenschap schaken voor jeugd, gehouden in het Roemeense Băile Herculane, in de categorie tot 10 jaar. Hij verkreeg hiermee de titel FIDE Meester (FM). In 1996 won hij het kampioenschap van Moskou in de categorie tot 10 jaar en het kampioenschap van Rusland in dezelfde categorie. In 1998 werd hij kampioen van Rusland in de categorie tot 12 jaar. 
In oktober 2000 werd hij Internationaal Meester (IM). In maart 2002 werd hij grootmeester. De normen voor de GM-titel behaalde hij bij een First Saturday-toernooi in Boedapest in juni 2001, de tweede norm bij een toernooi in Oekraïne in augustus 2001 en de derde norm eveneens in augustus 2001 door het winnen van een First Saturday-GM-toernooi in Boedapest.
In juli 2003 won hij een GM-toernooi en in oktober 2003 een Open toernooi in Tambov. Bij het Dubai Open in april 2007 werd hij tweede, met evenveel punten als de winnaar Levan Pantsulaia. In 2008 werd hij gedeeld 1e–8e met Nigel Short, Vadim Milov, Aleksej Aleksandrov, Baadur Jobava, Alexander Lastin, Tamaz Gelashvili en Farid Abbasov in de President's Cup in Bakoe. In april 2010 eindigde Guseinov gedeeld 1e–8e in het 12e Dubai Open schaakkampioenschap, met Viorel Iordachescu, Hrant Melkumyan, Sergej Volkov, Eduardo Iturrizaga, David Arutinian, Aleksej Aleksandrov en Tornike Sanikidze. Guseinov won in 2011 de Ugra Governor's Chess Blitz Cup. In 2013 werd hij gedeeld 1e–3e met Igor Kurnosov en Aleksandr Shimanov in het Nakhchivan Open.
Guseinov werd door de president van de FIDE genomineerd om deel te nemen aan de Wereldbeker Schaken 2015 in Bakoe. Hij versloeg Maxim Matlakov en David Navara in ronde 1 en 2 en werd in ronde 3 zelf uitgeschakeld door Ding Liren. 
Guseinov won het Sitges Open in 2018 met 7.5 pt. uit 9.
Per november 2018 was hij zesde op de Azerbeidzjaanse Elo-ranglijst, per augustus 2021 derde. 

## Nationale teams
Voor Azerbeidzjan nam Guseinov deel aan zeven Schaakolympiades: 2002, 2004, 2006, 2008, 2010, 2012 en 2014. In 2004 in Calvià ontving hij voor zijn resultaat van 8 pt. uit 10 aan bord 4 een bronzen medaille. Bij de Schaakolympiade van 2018 in Batoemi was hij de teamcaptain van Azerbeidzjan.    
Gadir Guseinov nam deel aan het WK landenteams van 2010, 2011 en 2013 en aan het EK landenteams van 2003, 2005, 2007, 2009, 2011 en 2013. In 2009 won hij in Novi Sad en in 2013 in Warschau het EK landenteams, waarbij hij in 2013 voor zijn score van 4 punten uit 6 partijen aan het reservebord een individuele zilveren medaille ontving. In de op de eerste plaats eindigende teams van 2009 en 2013 zaten verder Shakhriyar Mamedyarov, Teimour Radjabov, Vugar Gashimov (in 2009), Eltaj Safarli (in 2013) en Rauf Mamedov.

## Schaakverenigingen
Behalve in de Azerbeidzjaanse competitie (voor SOCAR Baku, waarmee hij in 2012 de European Club Cup won, en voor Odlar Yurdu) is hij actief in de Iraanse (in 2005 voor Petroshimi Bandaremam, vanaf 2006 voor Sanate Nafte Abadan), Turkse (voor Adana Truva Satranç), Spaanse (vanaf 2008 voor Servigar Binissalem), Oekraïense (in 2011 voor de kampioen A DAN DZO & PGMB Tschernihiw) en vanaf 2009 in de Macedonische (voor Alkaloid Skopje) schaakbond-competitie. In de Duitse bondscompetitie was hij in seizoen 2008/09 aangemeld voor SV Wattenscheid, maar werd o.a. vanwege visa-problemen niet ingezet.